# 隆戈巴尔迪
隆戈巴尔迪（義大利語：Longobardi），是意大利科森扎省的一个市镇。总面积19平方公里，人口2354人，人口密度123.9人/平方公里（2009年）。ISTAT代码为078067。